# Pol. Virtus Castelfranco Calcio
Polisportiva Virtus Castelfranco Calcio là một câu lạc bộ bóng đá Ý đến từ Castelfranco Emilia, Emilia-Romagna.

## Lịch sử
Câu lạc bộ được thành lập vào năm 1959.

### Serie D
Trong mùa 2003-04, đội đã được thăng hạng từ Eccellenza Emilia [Romagna đến Serie D.

## Màu sắc và huy hiệu
Màu sắc của đội là trắng và vàng.